# Kamdish
Kamdish ou Kamdesh (em pastó: کامدیش, Kāmdīsh) é uma aldeia localizada no vale de Bashgal, na província do Nuristão, Afeganistão. É a capital do distrito de Kamdesh. Em 3 de outubro de 2009, foi palco da Batalha de Kamdish, durante a Guera do Afeganistão.
Kamdesh é uma aldeia dentro do vale de Landai Sind. Funciona como centro cultural e administrativo do distrito de Kamdish e de todo o leste do Nuristão. Kamdesh significa literalmente "Terra dos Koms", sendo a capital não-oficial da tribo kom. Dentro de Kamdesh hoje é possível para o visitante identificar cada um dos clãs originalmente descritos por Sir Robertson na década de 1890, quando visitou a área descrita em Kaffirs do Indocuche.